# Xeraco
Xeraco (spanisch Jaraco) ist eine Gemeinde mit 6.044 Einwohnern (Stand: 2024) in der Valencianischen Gemeinschaft, Spanien. Sie liegt in der Comarca Safor der Provinz Valencia.

## Geographie
Xeraco liegt direkt an der Mittelmeerküste. Von der Provinzhauptstadt Valencia sind es 57 Kilometer in südsüdöstlicher Richtung. Touristisch gehört Xeraco zum südlichen Küstenabschnitt der Costa dels Tarongers (spanisch: Costa del Azahar).
Durch die Gemeinde führt die Autopista AP-7.

## Einwohner
| 1900 | 1910 | 1920 | 1930 | 1940 | 1950 | 1960 | 1970 | 1981 | 1991 | 2001 | 2011 | 2021 |
| ---- | ---- | ---- | ---- | ---- | ---- | ---- | ---- | ---- | ---- | ---- | ---- | ---- |
| 1481 | 1881 | 2117 | 2272 | 2623 | 3126 | 3282 | 3631 | 4271 | 4590 | 5055 | 6156 | 5771 |

## Wirtschaft
Der Ort profitiert erheblich vom Strandtourismus am Platja de Xeraco.

## Sehenswürdigkeiten
- Wachturm von Xeraco (Torre de Guaita de Xeraco)
- Marienkirche (Iglesia de Nuestra Señora de la Encarnación)
- Rathaus

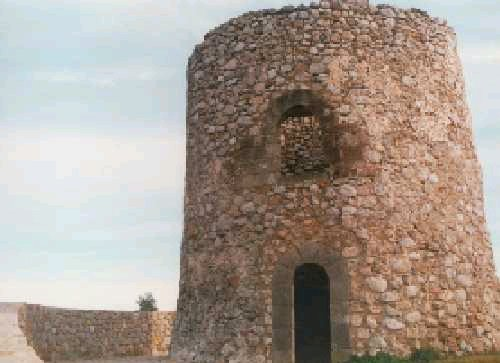
Wachturm
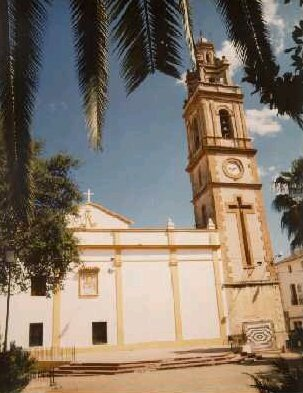
Marienkirche
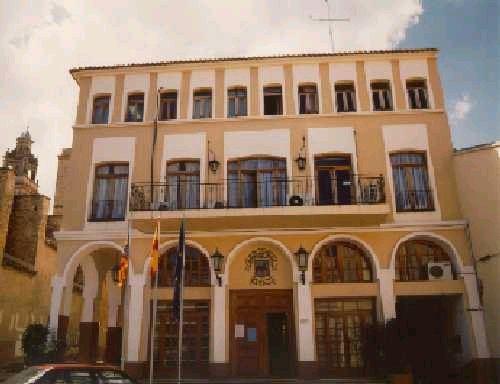
Rathaus